# Rusina tenebrosa
Rusina tenebrosa là một loài bướm đêm trong họ Noctuidae.